# Feliks Akwitański
Feliks (zm. ok. 676) – patrycjusz z Tuluzy, książę Akwitanii od ok. 660 r. aż do śmierci.
Za jego czasów Gaskonia ponownie stała się częścią Księstwa Akwitanii. Nie jest do końca jasne, czy Feliks był księciem dziedzicznym Akwitanii, czy otrzymał je z nadania królów frankijskich. Nie jest też pewne czy jego władzy podlegali Baskowie, czy byli oni tylko jego sprzymierzeńcami. Władztwo Feliksa rozciągało się na Bordeaux, Gaskonię, Novempopulanię i Narbonensis, ale nie sięgało granicami do rzeki Loary.
Następcą Feliksa został Lupus I, któremu Feliks powierzył wcześniej rządy nad Gaskonią. Lupus przewodniczył synodowi w Bordeaux w 673 r., kiedy Feliks wciąż pozostawał u władzy.